# 풍진
풍진(風疹, rubella) 또는 독일 홍역(German measles)은 풍진바이러스에 의한 유행성 바이러스 감염질환이다. 증상이 그리 심각하지 않아 절반정도 되는 사람들이 감염되었는지도 모르고 지나간다. 처음 바이러스에 노출된 후 2주 후 정도에 발생하며, 3일가량 지속된다. 주로 얼굴에서 증상이 시작되어 몸 전체로 퍼져나간다. 가려움을 동반하는 발진이 나타나기도 하는데, 홍역보다는 조금 어두운 색을 띄기도 한다. 임파선염이 흔하며 수주간 지속된다. 발열, 인후통, 피로감 등도 발생할 수 있다. 성인의 경우 관절통이 나타날 수도 있고, 합병증으로는 고환염, 신경염, 출혈 등이 발생할 수 있다. 임신 중에 감염될 경우 유산이나 선천성 풍진증후군(CRS)이 나타나기도 한다. 선천성 풍진증후군의 증상으로는 백내장 등 안구 장애, 청각 장애, 심장 및 뇌 질환 등이 있다. 임신 20주 후에는 잘 발생하지 않는다.
풍진은 감염된 사람의 기침을 통해 주변으로 전파된다. 발진이 발생하기 전후 일주일동안 전염성이 높다. 선천성 풍진증후군을 가지고 태어난 아이의 경우 1년 이상 바이러스 전염력이 있다. 사람만 감염되며, 곤충을 통한 감염은 발생하지 않는다. 한번 회복하면 다시 걸리지 않는다. 혈액, 인후, 소변에서 바이러스를 검출하거나, 혈액에서 항체를 검출함으로써 검진할 수 있다.
풍진 백신을 통해 95% 이상을 예방할 수 있다. 홍역 백신이나 볼거리 백신과 함께 MMR 백신으로 접종된다. 인구의 80% 미만만 예방접종을 받으면 감염이나 예방접종에 의한 면역력 발달 없이 가임 연령에 도달하는 여성이 많아져 선천성 풍진증후군 발생률이 높아질 수 있다. 특별한 치료법이 존재하지 않는다.
아직도 세계의 많은 지역에서 흔한 질병이며, 매년 10만명 이상의 아이가 선천성 풍진증후군을 가지고 태어난다. 그러나 예방접종의 도입으로 인해 많은 지역에서 발병률이 상당히 낮아지고 있다. 질병을 근절하기 위한 노력이 전 세계에서 이루어지고 있으며, 2015년 4월에 세계보건기구는 아메리카가 풍진 전염으로부터 자유로워졌음을 선언했다. 풍진이라는 이름은 라틴어로 '조금 빨강'을 의미한다. 1814년 독일의 의사가 처음 분리하여 "독일 홍역"이라는 이름을 가지게 되었다. 대한민국의 제2종법정전염병 중의 하나이다.

## 임상 증상
풍진에 감염되면 홍역과 비슷한 증상이 나타나나 홍역만큼 심하진 않으며, 합병증 역시 없다. 그리고 홍역보다 잠복기가 더 길다. 풍진은 홍역보다 감염성이 낮으며 청소년에게서 많이 발병한다.
감염되면 림프절이 비대해지고 발진이 나타나는데, 이 발진은 홍역 발진과 유사하나 색이 더 연하다. 풍진 발진은 첫날 보통 홍역 발진과 유사하며, 둘째 날에는 성홍열 발진과 유사한 모습을 보인다. 보통 3일째에는 없어진다. 열은 약 3일간 지속된다. 고열이 나지는 않고 발열이 없는 경우도 있다.
임산부가 풍진에 감염될 경우 선천성 풍진증후군이 나타날 수 있다.

### 선천성 풍진증후군

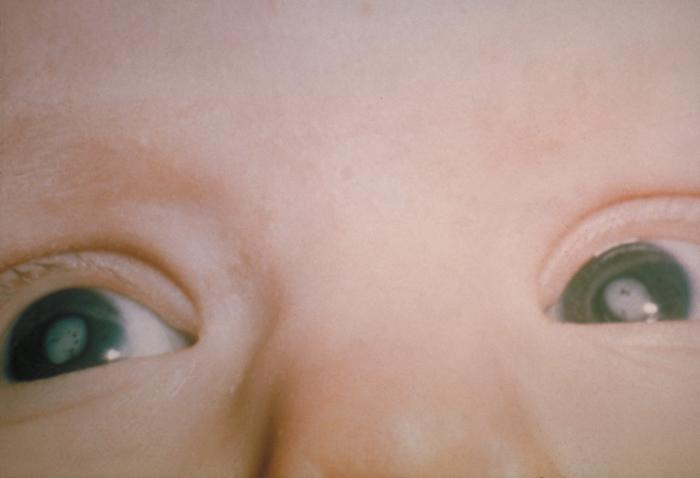
선천성 풍진증후군에 의해 양쪽 눈에 백내장이 발생한 아이

풍진은 후유증으로 선천성 풍진증후군을 야기할 수 있다. 이는 태아가 풍진바이러스에 의해 감염됨으로써 심혈관계, 대뇌, 시각, 청각 등이 영향을 받아 발생하는 증후군이다. 조산을 야기할 수 있으며, 신생아 저혈소판증이나 빈혈증, 간염을 동반하기도 한다. 임신 초기의 기관형성이 제대로 일어나지 않음으로써 이러한 증상이 발생한다. 풍진은 이 증후군 외에는 질병을 그닥 일으키지 않기 때문에, 이것이 풍진 백신을 개발하게 된 주 이유다.
많은 산모가 풍진에 걸리는 경우 유산이나 사산을 겪는다. 만일 태아가 태어난 경우에도 동맥관 개존증으로 대표되는 심각한 심장 장애, 실명, 청각 장애 등의 장애를 겪을 수 있다. 피부에 나타나는 증상을 "블루베리 머핀 병변(blueberry muffin lesion)"이라 부른다. 매년 10만 명이 이 증후군을 겪는다.

## 치료와 예방
풍진은 합병증이 거의 없고 증상도 그리 심한 편이 아니어서, 특별한 치료를 행하지는 않는다. 휴식을 취하고 영양분을 잘 섭취하며 대증 요법을 실시한다.
풍진은 한번 회복된 후에는 다시 감염되지 않고, 백신도 있다. 풍진 백신은 보통 생후 1년에 투여하는데, 보통 홍역 백신, 볼거리 백신과 함께 투여한다(MMR). 백신으로 면역이 되면 평생 감염되지 않는다.
임산부는 풍진이 기형을 초래할 수 있어, 풍진 감염에 특히 주의하여야 한다. 임산부는 풍진 환자와 접촉하지 않도록 특별히 신경을 쓴다.

## 참고 문헌
- 브리태니커 백과사전